# Ованес Арджишеци Воспнакер
Ованес Арджишеци (Воспнакер) (арм. Հովհաննես Արճիշեցի (Ոսպնակեր)) — армянский богослов XIII—XIV вв. Обучение прошел в Гладзорском университете, под руководством Есаи Нчеци. После обучения занимается педагогической деятельностью в области Каджберуник провинции Туруберан. Основал обитель и монастырскую школу в селе Асписнак. Умер в 1327 году.

Сохранилось его сочинение «Толкование литургии». Этот труд Ованеса Арджишеци считается важным источником для изучения армянского обряда и евхаристического чина. Уже в XVIII веке «Толкование литургии» было напечатано дважды (в 1717 и 1799 гг., оба раза в Константинополе).

## «Толкование литургии», галерея

Заглавная страница издания 1717 года
Заглавная страница издания 1799 года
страница из издания 1717 года
Заглавная страница издания 1799 года
страница из издания 1799 года
страница из издания 1799 года